# Андская лисица
Андская лисица (лат. Lycalopex culpaeus) — вид млекопитающих из семейства псовых. Название кульпео является транскрипцией английского названия и происходит от заимствования из языка мапуче. Обитает в Южной Америке, где среди хищных млекопитающих занимает второе место по численности популяции после гривистого волка. Также андская лисица является наиболее крупным видом из всех южноамериканских лисиц, достигая веса в 13 кг.

## Внешний вид
Андская лисица по многим признакам сходна с рыжей лисицей (Vulpes vulpes). Окраска шерсти у них серая или рыжая, белая на подбородке и красных тонов на конечностях. Вдоль хребта по спине и хвосту проходит в той или иной степени выраженная тёмная полоса.

## Распространение
Ареал вида простирается от Эквадора и Перу до южных регионов Патагонии и Огненной Земли. На западных склонах Анд андская лисица — самое многочисленное хищное млекопитающее. Вид обычен на открытых пространствах и в лиственных лесах территорий с суровым климатом.
Отдельная популяция обитает на Фолклендских островах, куда андские лисицы были завезены человеком. 

## Экология и прикладное значение
Рацион питания андской лисицы состоит в основном из грызунов, зайцеобразных, птиц и ящериц, в меньшей мере, из растительной пищи и падали. Но, несмотря на преследование и освоение новых территорий людьми, численность данного вида исчисляется десятками тысяч, что относит андскую лисицу к категории животных, которым не угрожает исчезновение.
Одомашненная андская лисица использовалась яганами как охотничье животное, однако в к началу XX века эта практика сошла на нет.

## Подвиды
Вид включает в себя шесть подвидов:
- L. c. andinus
- L. c. culpaeolus
- L. c. lycoides
- L. c. magellanicus
- L. c. reissii
- L. c. smithersi